# Королёв (Ростовская область)
Королёв — хутор в Дубовском районе Ростовской области России.
Входит в состав Вербовологовского сельского поселения.

## Население
| 2002 |
| ---- |
| 145  |

| 1989 | 2002 | 2010 |
| ---- | ---- | ---- |
| 210  | ↘148 | ↘92  |

## Улицы
- ул. Вишневая,
- ул. Грушевая,
- ул. Чабанская.

## Известные уроженцы
- Егоров, Александр Петрович (1910—1943) — советский военнослужащий, старший лейтенант, Герой Советского Союза.